# 열기구 소년 사건

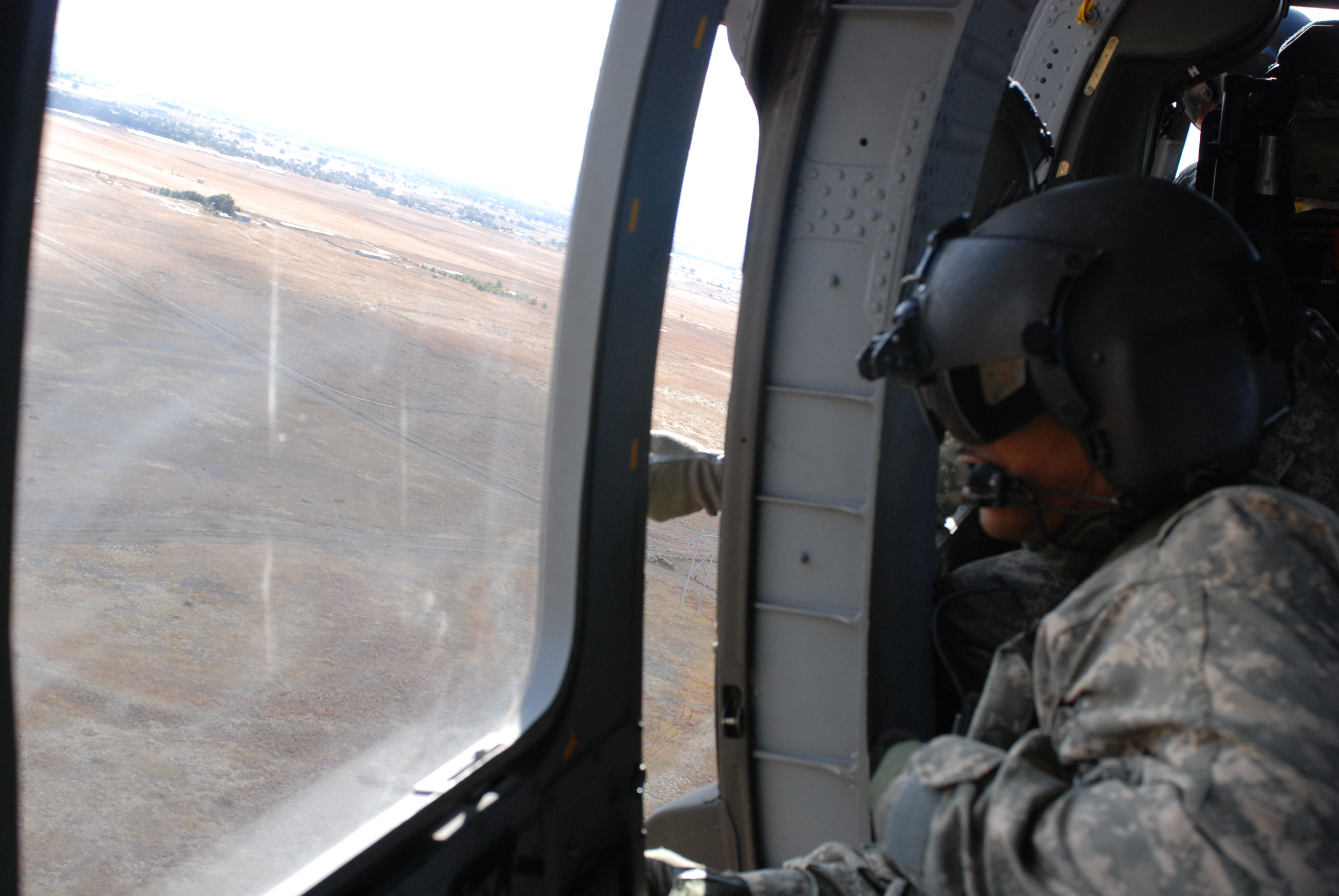
콜로라도주 방위군 비행사들이 6세 팔콘 히네(Falcon Heene)를 수색하고 있다.

열기구 소년 사건은 2009년 10월 15일 리처드(Richard)와 히네 마유미에 의해 은색 비행 접시와 유사한 모양의 수제 헬륨으로 채워진 가스 풍선이 콜로라도주 포트콜린스 상공으로 방출되면서 발생했다. 그런 다음 그들은 여섯 살 난 아들 팔콘이 그 안에 갇혀 있다고 주장했다. 당국은 열기구가 90분간 비행하는 동안 고도 2,100m에 도달했음을 확인했다. 이 사건은 전 세계적으로 주목을 받았고, 팔콘은 언론에서 '열기구 소년'(Balloon Boy)이라는 별명을 얻었다.
방위군 헬리콥터와 지역 경찰이 열기구를 추적했다. 1시간 넘게 약 80km를 비행한 후 열기구는 덴버 국제공항에서 북동쪽으로 약 19km 떨어진 지점에 착륙했다. 내부에서는 팔콘이 발견되지 않았고 열기구에서 물체가 떨어지는 것이 목격됐다는 신고가 접수되자 수색이 시작됐다. 그날 늦게 그 소년은 집 다락방에 숨어 있던 것이 발견되었는데, 그곳에서 내내 있었던 것으로 보인다.
특히 같은 날 저녁 래리 킹 라이브에서 울프 블리처와의 인터뷰 이후 사기 의혹이 곧 제기되었다. 팔콘은 왜 숨어 있느냐는 질문에 아버지에게 "너희들이 말했잖아, 음, 우리가 쇼를 위해 이런 짓을 했다고 말했잖아"라고 말하면서 히네측이 그 사건을 홍보 스턴트로 연출했다는 사실을 분명히 밝혔다. 2009년 10월 18일, 라리머군 보안관 짐 앨더든(Jim Alderden)은 이 사건이 사기였으며 부모가 여러 차례 중범죄 혐의를 받을 가능성이 높다는 결론을 발표했다. 2009년 11월 13일 리처드 히네(Richard Heene)는 공무원에게 영향을 주려고 시도한 혐의로 유죄를 인정했다. 그는 징역 90일을 선고받고 배상금으로 36,000달러를 지불하라는 명령을 받았고, 히네 마유미는 주말 징역 20일을 선고받았다.
사건 이후 히네 가족은 마유미 히네의 추방 위협에 유죄 인정 압력을 받았다고 주장하며 무죄를 주장해 왔다. 2020년 12월 23일, 히네 가족은 재러드 폴리스 주지사로부터 사면을 받았다.